# Valtice město
Valtice město – przystanek kolejowy w Valticach, w kraju południowomorawskim, w Czechach. Znajduje się na wysokości 200 m n.p.m. Położony jest przy drodze na Lednice.
Jest zarządzany przez Správę železnic. Na przystanku istnieje możliwość zakupu biletów i rezerwacji miejsc.

## Linie kolejowe
- 246 Břeclav - Znojmo